# Fric-Frac (pièce de théâtre)
Pour les articles homonymes, voir Fric-Frac.
Fric-Frac est une pièce de théâtre en cinq actes d'Édouard Bourdet créée le 15 octobre 1936 au Théâtre de la Michodière.

## Résumé
Marcel est un simple employé dans une bijouterie. Il a fait la connaissance de Jo et Loulou lors d'une journée au champ de courses, sans avoir connaissance de leurs activités malhonnêtes. Le trio est venu passer l'après-midi dans les bois. La fille du patron de Marcel, Renée, s'est imposée auprès d'eux parce qu'elle a des vues sur l'employé. Mais Loulou s'intéresse également à Marcel depuis qu'elle connait son métier et que Tintin, son homme qui est sous les verrous, lui réclame de l'argent...

## Théâtre de la Michodière,1936
- Personnages et interprètes :
  - Marcel : Victor Boucher
  - Loulou : Arletty
  - Jo : Michel Simon
  - Renée : Andrée Guize
  - Henry Bonvallet
  - Louis Tunc
  - Suzanne Henry
  - Paul Forget
  - Enrico Glori

## Théâtre Antoine,1950
Reprise le 13 avril 1950 au Théâtre Antoine.
- Mise en scène : Simone Berriau
- Scénographie : Émile Bertin et Jean Bertin
- Costumes : Pierre Balmain
- Personnages et interprètes :
  - Marcel : Georges Bréhat
  - Loulou : Jacqueline Porel
  - Jo : Michel Simon
  - Renée : Marie-Olivier
  - Fernand : Pierre Darteuil
  - P'tit Louis : René Sauvaire
  - Féfé : Noë Sigot
  - Dédé : Roger Trécan
  - Victor : Jean Violette
  - Gégène : A. L. Ibert
  - Charlot : Marcel Magnat
  - la Frite : Jean Gautrat
  - Renée : Marie-Olivier
  - Mercandieu : Raoul Marco
  - Blain : Émile Riandreys
  - le monsieur d'Auxerre : Robert Pagès
  - l'encaisseur : Eugène Durand
  - la grande Marie : Catherine Romane
  - Titine : Margot Brun
  - Cerisette : Françoise Lauby
  - Lolote : Claude Arlan
  - l'inspecteur Santini : Robert Mercier
  - 2e inspecteur : André Naud
  - 3e inspecteur : Ernest Varial